# Axel Echeverria

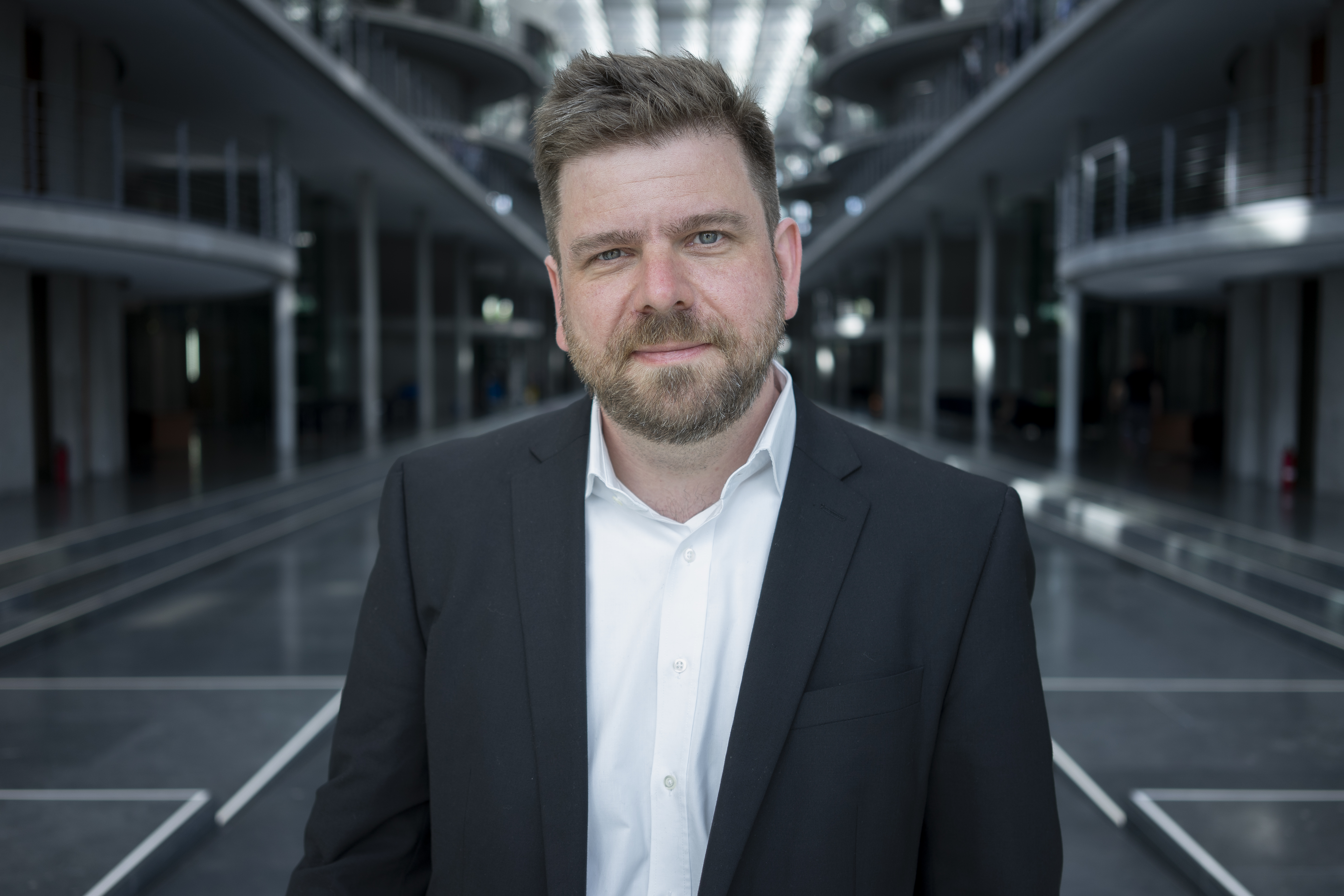
Axel Echeverria, 2023

Inaki Axel Echeverría Stefanski (* 19. März 1980 in Witten) ist ein deutscher Politiker (SPD). Von 2021 bis 2025 war er Mitglied des Deutschen Bundestages.

## Leben
Echeverria wuchs als Sohn einer deutschen Mutter und eines spanischen Vaters im Ennepe-Ruhr-Kreis auf und machte sein Abitur an der Hardenstein-Gesamtschule. Danach schloss er seinen Zivildienst an der Christopherus-Schule in Bochum ab. Daraufhin studierte er Geschichtswissenschaften und Romanistik an der Ruhr-Universität in Bochum. Von 2013 bis 2019 war er als Wissenschaftlicher Mitarbeiter im Deutschen Bundestag tätig. Seit 2019 arbeitet Echeverria bei der Agentur für Arbeit.
Echeverria besitzt neben der deutschen auch die spanische Staatsbürgerschaft.

## Politik
Echeverria wurde 2004 Mitglied bei den Jusos und trat 2009 in die SPD ein. Seit 2019 ist er Vorsitzender der SPD Witten. Von 2009 bis 2020 war er sachkundiger Bürger der SPD-Ratsfraktion im Ausschuss für Jugendhilfe und Schule und von 2019 bis 2020 Mitglied des Kreistages Ennepe-Ruhr. Zudem war er der stellvertretende sachkundige Bürger im Arbeitsmarktpolitischen Ausschuss des Kreistages Ennepe-Ruhr.
Bei der Bundestagswahl 2021 kandidierte Echeverria als Direktkandidat im Bundestagswahlkreis Ennepe-Ruhr-Kreis II. Er konnte sich mit 35,4 % der Erststimmen gegen den CDU-Kandidaten Hartmut Ziebs durchsetzen und zog daraufhin in den 20. Deutschen Bundestag ein.
Seit Dezember 2021 ist er Sprecher der SPD im Petitionsausschuss und Mitglied im Umweltausschuss. Zudem ist er stellvertretendes Mitglied im Ausschuss für Arbeit und Soziales sowie im Rechtsausschuss.
Für die Bundestagswahl 2025 war er erneut, aber erfolglos, Direktkandidat der SPD im Wahlkreis Ennepe-Ruhr-Kreis II.

## Positionen
Am 3. Juni 2022 stimmte Echeverria als einer von acht SPD-Abgeordneten gegen die Grundgesetzänderung zur Einführung des 100 Milliarden Sondervermögens für die Bundeswehr. Bei der folgenden Abstimmung zur Einführung des Sondervermögens enthielt er sich der Stimme.
Im September 2024 war er einer der Initiatoren der Initiative „Eintreten für Würde“. Sie richtet sich an sozialdemokratische Mitglieder der Bundesregierung und des Bundestages und fordert sie zu einer Rückbesinnung auf sozialdemokratische Werte auf. Die Initiative ist gegen Kürzungen von Sozialleistungen unter das Existenzminimum, gegen die Legitimierung rechtspopulistischer und rechtsextremer Erzählungen, für ein humanes Asylrecht und die Wahrung der Menschenrechte.